# Solow-modellen
Solow-modellen bygger på den amerikanska nationalekonomen Robert Solows arbete och forskning kring ekonomisk tillväxt som kulminerade i en exogen tillväxtmodell. Han belönades med John Bates Clarks medalj 1961 och Sveriges Riksbanks pris i ekonomisk vetenskap till Alfred Nobels minne 1987. Solow-modellen, som även går under namnen: den exogena tillväxtmodellen, neo-klassiska tillväxtmodellen eller Solow-Swan-modellen är alla termer som summerar bidragen från olika författare till en modell av långsiktig ekonomisk tillväxt inom ramen för neo-klassisk nationalekonomi. 

## Utvecklandet av modellen
Den neoklassiska modellen, som var en fortsättning av  Harrod-Domar-modellen från 1946, inkluderade en ny variabel: Produktivitetstillväxt. 
Viktiga bidrag till modellen kom från forskning gjord av Robert Solow 1956. Solow och Trevor W. Swan utvecklade en relativt enkel tillväxtmodell som utifrån tillgänglig statistik till stor del förklarade USA:s ekonomiska tillväxt. I Solows modell är nytt realkapital mer värdefullt än äldre realkapital eftersom realkapital är baserad på tillgänglig teknologi, och teknologi förbättras med tiden, därav kommer nytt realkapital att bli mer produktivt än äldre realkapital. Både Paul Romer i Romer-modellen och Robert Lucas Jr. i Lucas-modellen har senare utvecklat alternativ till Solows neo-klassiska tillväxtmodell. Idag använder nationalekonomer främst Solows källor till tillväxtbokföring för att uppskatta de separata effekterna som teknologisk förändring, realkapital och arbetskraft har för ett lands ekonomiska tillväxt.

### Utökning av Harrod-Domar-modellen
- Adderade arbetskraft som en produktionsfaktor.
- Krävde att avtagande avkastning av arbetskraft och realkapital beräknades separat, och konstant skalavkastning för båda produktionsfaktorer kombinerade.[förtydliga]
- Introducerade den tidsvarierande teknologivariabeln, som skiljde sig från realkapital och arbetskraft.
- Realkapitalkvoten och realkapital-arbetskraftkvoten är inte fasta. Denna finjustering tillåter realkapitalintensiteten att vara skild från den teknologiska utvecklingen.

### Kortsiktig slutsats
- Policybeslut som skattesänkningar eller investeringssubventioner kan påverka jämviktsnivån (steady state-nivå) av produktion men inte den långsiktiga tillväxtnivån.
- Tillväxten på kort sikt påverkas endast när ekonomin konvergerar till den nya produktionsjämvikten.
- Tillväxttakten när ekonomin konvergerar till jämviktsnivån bestäms av kapitalbildningstakten.
- Kapitalbildningen bestäms av sparandekvoten av BNP och deprecieringstakten. Med andra ord, andelen av produktionen som används för att skapa mer kapital istället för att konsumeras, samt i vilken takt realkapitalet såsom maskiner med mera, förslits.

### Långsiktig slutsats
- I neo-klassiska tillväxtmodeller är den långsiktiga tillväxttakten exogent bestämd, det vill säga, den bestäms utanför modellen. Ett vanligt antagande i dessa modeller är att en ekonomi alltid kommer att konvergera till en jämviktstillväxttakt, som bara beror på den teknologiska utvecklingstakten och arbetskraftens tillväxttakt.
- Ett land med en högre sparandekvot kommer att uppleva högre tillväxt, exempelvis hade Singapore en sparandekvot på 40 % av BNP under perioden 1960–1996 och en årlig BNP-tillväxt på 5–6 %, jämfört med Kenya som under samma tidsperiod hade en sparandekvot på 15 % av BNP och en årlig BNP-tillväxt runt 1 %. Detta samband antogs i de tidiga modellerna och finns kvar i Solow-modellen; dock verkar kapitalbildning på väldigt lång sikt vara mindre betydelsefull för tillväxt än teknologiska innovationer i Solow-modellen.

## Antaganden
Det viktigaste antagandet i Solow-modellen är att realkapital utsätts för avtagande avkastning. Givet en fast arbetskraftstyrka, kommer effekten på produktionen som den sist investerade kapitalenheten alltid att bli mindre än föregående. Om vi för enkelhets skull antar att det inte finns någon teknologisk utveckling eller tillväxt av arbetskraft, betyder avtagande avkastning att vid en tidpunkt kommer nytt kapital endast att täcka upp för existerande kapitalförlust beroende på depreciering. Vid denna tidpunkt kommer ekonomin upphöra att växa, beroende på att det inte finns någon teknologisk utveckling eller arbetskrafttillväxt.

## Variationer i effekter på produktivitet
För att mäta den teknologiska förändringen, inom Solow-modellen, används ofta Solow-residualen eller total faktor-produktivitet. Modellen kan omformuleras på olika sätt genom användandet av olika antaganden om produktivitet. 
- Genomsnittlig arbetsproduktivitet (Average Labor Productivity, (ALP)) visar ekonomisk produktion per arbetad timme.

- Multifaktorproduktivitet (MFP) är produktionen dividerat med ett viktat genomsnitt av kapital- och arbetsinsatser. Siffrorna är oftast baserade på hur stor vinst varje faktor ger utifrån satsad andel. Dessa kvoter anges ofta vara 33 % avkastning på kapital och 66 % avkastning på arbetskraft (i västvärlden), dock menar ekonomen Robert J. Gordon att vikterna borde vara 75 % avkastning på arbetskraft.[källa behövs]

I en växande ekonomi ackumuleras kapital snabbare än människor föds, så nämnaren i tillväxtfunktionen, med MFP-beräkningar, växer snabbare än ALP-beräkningar. Det gör att MFP-tillväxttakten nästan alltid är lägre än ALP-tillväxttakten. MFP mäts genom Solow-residualen, vilket inte ALP görs. 